# ボラクチン (オゴデイ皇妃)
ボラクチン（モンゴル語: Boraqčin qatun、生没年不詳）は、モンゴル帝国第2代皇帝（カアン）オゴデイの第1皇后（ハトゥン）。
『元史』などの漢文史料では孛剌合真（Bólàgĕzhēn）、『集史』などのペルシア語史料ではبوراقچین خاتون（Būrāqchīn khātūn）と記される。

## 概要
『集史』「オゴデイ・カアン紀」では第1の妃（Khātūn-i avval）で「全皇后たちのうちで最も年上であった」と記され、また『元史』巻106后妃表でも「正宮孛剌合真皇后」と記されるなど、オゴデイの妃の中でも最も地位の高い女性であった。しかし、『集史』では出身部族名や父親名が空欄となっており、その出自については不明な点が多い。
ボラクチンの事蹟については記録が少ないが、オゴデイの五男のカシンとともに儒書・医書・陰陽・卜巫・諸子百家を網羅する『道蔵』の刊行を支援したことなどが知られている。ボラクチンが平陽路に『道蔵』の刊行関連の指示を出した命令文はウイグル文字モンゴル語で碑文に記録されている。